# Fronteira Estónia–Rússia
A fronteira entre Estónia e Rússia é a linha que limita os territórios da Estónia e da Rússia.
A localização exata de alguns trechos da fronteira é um assunto importante nas relações entre Estónia e Rússia que foi resolvido por um acordo entre os dois países, mas que ainda está por ratificar.
A parte mais conhecida desta fronteira é o segmento do rio Narva que separa as cidades de Narva, na Estónia, e Ivangorod, na Rússia.

## Características
Esta fronteira tem duas secções terrestres: uma a norte, definida pelo rio Narva, que nasce no Lago Peipus, e outra a sul deste lago, terrestre e que termina junto da tríplice fronteira com a Letónia.